# Loxogramme lanceolata
Loxogramme lanceolata är en stensöteväxtart som först beskrevs av Olof Peter Swartz, och fick sitt nu gällande namn av Presl. Loxogramme lanceolata ingår i släktet Loxogramme och familjen Polypodiaceae. Utöver nominatformen finns också underarten L. l. latifolia.